# Idioma ruso en Ucrania
El idioma ruso en Ucrania (en ucraniano Російська мова в Україні, en ruso Русский язык на Украине) es el primer idioma más común en las regiones de Donbás y Crimea de Ucrania, y el idioma predominante en las grandes ciudades del este y sur del país. Según el censo de 2001, el 29.6 % de los ciudadanos ucranianos tenían el ruso como lengua materna.
Este artículo versa básicamente sobre la historia de la difusión de la lengua rusa en el territorio de la actual Ucrania, aunque también sobre el carácter específicamente social de su funcionamiento en la república independiente de Ucrania.

## Distribución

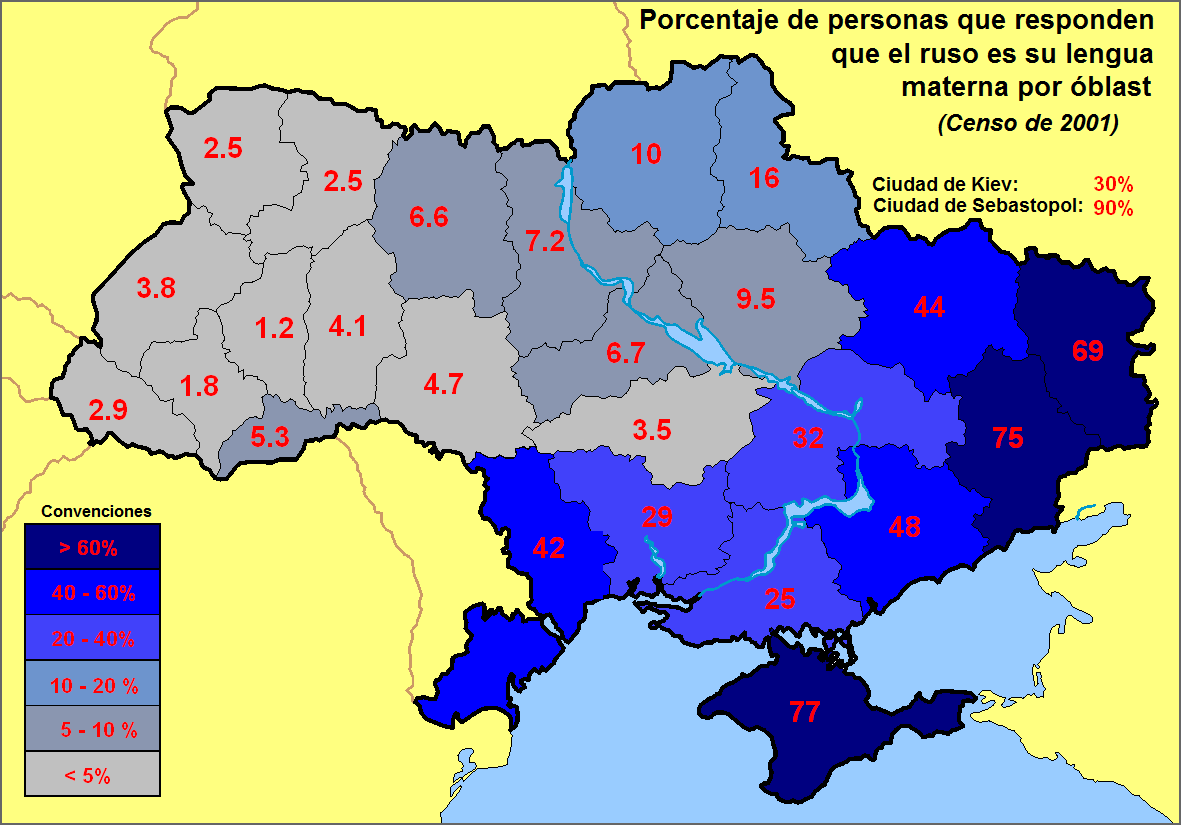
Porcentaje de los habitantes que responden que el ruso es su lengua materna en el censo de 2001 (por óblast)

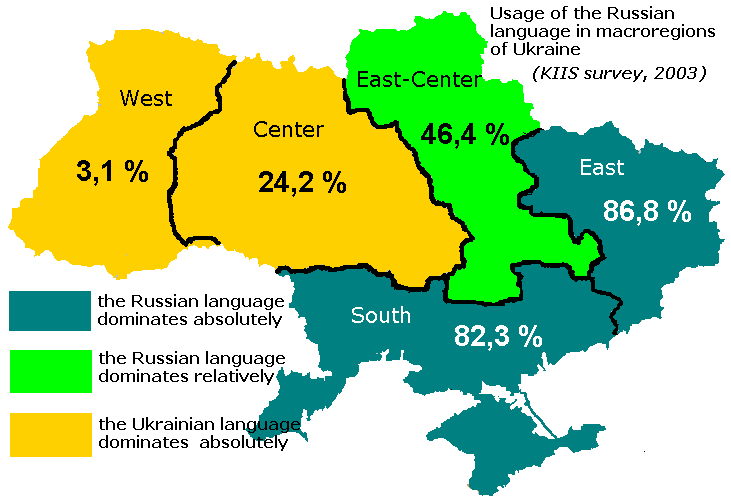
Uso de la lengua rusa en la vida cotidiana, encuesta del Instituto Internacional de Sociología de Kiev (2003), información en macrorregiones.
Se habla ruso de forma muy mayoritaria
Se habla ruso de forma mayoritaria
Se habla ucraniano de forma mayoritaria o muy mayoritaria

### Datos del censo del 2001
Conforme a la información oficial del censo del 2001, 14 273 000 ciudadanos ucranianos tienen el ruso como lengua materna, representando el 29.6 % de la población del país. De ellos, étnicamente rusos son solo el 56 %, mientras que el resto representan otras nacionalidades:
- 5 545 000 ucranianos,
- 172 000 bielorrusos,
- 86 000 judíos,
- 81 000 griegos,
- 62 000 búlgaros,
- 46 000 moldavos,
- 43 000 tártaros,
- 43 000 armenios,
- 22 000 polacos,
- 21 000 alemanes,
- 15 000 tártaros de Crimea,
- y también representantes de otras etnias.[3][4]

En opinión de algunos analistas, los resultados del censo de 2001 testifican que los ciudadanos ucranianos rusoparlantes son una de las comunidades lingüísticas más grandes de Europa, cuya lengua no es reconocida estatal u oficialmente. En los grandes países europeos la situación de las lenguas minoritarias, que no tienen reconocimiento oficial, es la siguiente:
- En Francia, los que tienen como lengua materna el Idioma occitano, representan el 12.12 %, siendo una de las más grandes minorías.[5]
- La mitad de la población de Italia habla un dialecto regional, que algunos lingüistas las definen como diferentes lenguas, no teniendo ninguna de ellas el estatus oficial.[6]
- En Gran Bretaña, la lengua más difundida (y que no tiene estatus oficial) es el idioma panyabí (de India), que utilizan 1.8 millones de personas[7]
- En Alemania, la lengua más extendida que no tiene estatus oficial, es el turco, que es la lengua materna del 1.8 % de la población del país (cerca de 1.48 millones de personas)[8] y tiene la comunidad rusa más importante fuera de la Federación de Rusia.[9]

De los datos del censo de 2001, el 65.7 % de la población de Ucrania declara libremente que tienen el idioma ruso.

### Estudio de los datos
Los estudios sociológicos llevados a cabo a partir del censo de la población, muestran que el idioma ruso es utilizado por mayor número de ciudadanos que el establecido en el censo del 2001. Muchos ciudadanos de Ucrania, que se consideran nativos de otra lengua, lo utilizan por diferentes motivos en casa o en el trabajo. La mayoría de los ciudadanos dominan la lengua rusa en una u otra medida.
Como específica en su investigación el Instituto de Sociología de la Academia Nacional de Ciencias de Ucrania: «Todos los resultados del estudio testifican que Ucrania es en realidad un país bilingüe».
De acuerdo con los datos del estudio llevado a cabo por el Instituto Internacional Sociológico de Kiev, la lengua rusa la utiliza en casa entre el 43 % y el 46 % de la población de Ucrania (es decir, tanto o más que el uso de la lengua ucraniana).
De los datos del estudio llevado a cabo por la empresa Research & Branding Group, el 68 % de los ciudadanos de Ucrania voluntariamente usan la lengua rusa (el 57 % la lengua ucraniana).
La lengua rusa tiene mayor difusión en las regiones del Este y Sur, donde es más habitual que el propio ucraniano para el 92 % de los ciudadanos. De los datos del el Instituto Internacional Sociológico de Kiev, la población rusoparlante está en absoluta mayoría en las regiones del sur y este de Ucrania
- República Autónoma de Crimea — 97 % de toda la población
- Óblast de Dnipropetrovsk — 72 %
- Óblast de Donetsk — 93 %
- Óblast de Zaporizhia — 81 %
- Óblast de Lugansk — 89 %
- Óblast de Nicolaiev — 66 %
- Óblast de Odesa — 85 %
- Óblast de Járkov — 74 %

Hasta 2022, el ruso prevaleció como lengua hablada en la capital de Ucrania, Kiev.
Al mismo tiempo, en las regiones occidentales del país, la parte de la población que utiliza la lengua rusa es insignificante (4-5 %, datos del fondo «Opinión Pública» («Общественное мнение») de 2002).
De los datos del fondo «Opinión Pública» (Общественное мнение) de 2002, en las capitales de los óblast (provincias) de Ucrania, el 75 % de la población prefiere comunicarse en ruso (y solamente el 9 % en ucraniano); en cambio, en las áreas rurales el 18 % habla ruso, mientras el 65 % habla ucraniano. Las áreas donde la población rural habla cotidianamente ruso son la península de Crimea, la región del Donbás, la de Slobozhánschyna, en el sur del óblast de Odesa y de Zaporiyia, así como áreas aisladas de lengua rusa en los óblasts centrales y en el norte de Bukovina.
La masiva cantidad de datos sobre la difusión de la lengua rusa en Ucrania, establece una investigación longitudinal, realizada por el Instituto de Sociología de la Academia Nacional de Ciencias de Ucrania en el año 2006. De acuerdo con estos datos, cerca de un tercio de la población ucraniana considera el ruso como su lengua materna, pero es utilizada por más de un 60 % en el ámbito familiar (a veces conjuntamente con el ucraniano). De los resultados de la monitorización del Instituto de Sociología de la Academia Nacional de Ciencias de Ucrania, el 38 % declara tener el ruso como lengua materna, clasificándolos por lugar de nacimiento de esta forma:
- 71 % de nacidos en Ucrania
- 21 % de nacidos en Rusia
- 7 % de nacidos en otras repúblicas de la Unión Soviética

Según los resultados de esta investigación, la lengua rusa corresponde.:
- Al 71 % en los nacidos en la región oriental
- Al 55 % en los nacidos en la región sur (incluida Crimea)
- Al 14 % en los nacidos en la región central
- Al 8 % en los nacidos en la región occidental

|      | 1994 | 1995 | 1996 | 1997 | 1998 | 1999 | 2000 | 2001 | 2002 | 2003 | 2004 | 2005 |
| Ruso | 34.7 | 37.8 | 36.1 | 35.1 | 36.5 | 36.1 | 35.1 | 38.1 | 34.5 | 38.1 | 35.7 | 34.1 |

|                     | 1994 | 1995 | 1996 | 1997 | 1998 | 1999 | 2000 | 2001 | 2002 | 2003 | 2004 | 2005 |
| básicamente en ruso | 32.4 | 32.8 | 33.1 | 34.5 | 33.4 | 33.6 | 36.0 | 36.7 | 33.2 | 36.0 | 34.3 | 36.4 |
| ruso y ucraniano    | 29.4 | 34.5 | 29.6 | 26.8 | 28.4 | 29.0 | 24.8 | 25.8 | 28.0 | 25.2 | 26.3 | 21.6 |

Una encuesta realizada en marzo de 2022 por el Grupo Sociológico Rating reveló que el 83 % de los ucranianos cree que el ucraniano debe ser la única lengua estatal de Ucrania. Esta opinión domina en todas las macrorregiones, grupos de edad y grupos lingüísticos. Por otra parte, antes de la guerra, casi una cuarta parte de los ucranianos estaba a favor de conceder al ruso el estatus de lengua estatal, mientras que hoy solo lo apoya el 7 %. En tiempos de paz, el ruso era tradicionalmente apoyado por los residentes del sur y el este. Pero incluso en estas regiones, sólo un tercio de ellos estaba a favor, y tras la invasión a gran escala de Rusia, su número se redujo casi a la mitad.
Según la encuesta realizada por el Grupo Sociológico Rating del 16 al 20 de agosto de 2023, casi el 60 % de los encuestados suele hablar ucraniano en casa, cerca del 30 % - ucraniano y ruso, sólo el 9 % - ruso. Desde marzo de 2022, el uso del ruso en la vida cotidiana ha disminuido notablemente. Para el 82 % de los encuestados, el ucraniano es su lengua materna, y para el 16 %, el ruso. Es más probable que los desplazados internos y los refugiados que viven en el extranjero utilicen ambas lenguas para comunicarse o hablen ruso. No obstante, más del 70 % de los desplazados internos y refugiados consideran que el ucraniano es su lengua materna.

### La comunidad de lengua rusa
El problema de identidad que tiene la población de Ucrania es analizado en más detalle por el Instituto Nacional de Relaciones Ucraniano-Rusas. Como investigador de este instituto está el doctor en ciencias históricas Víctor Gorodyánenko (1999),

La comunidad sociocultural rusoparlante, que tiene una diversa integración no oficial, que diferencia al sujeto de su conducta social. La base para la formación sistemática de datos en este caso es la etnicidad (más de once millones de rusos viven en Ucrania) son:
- Establecidos (viven compactados en las ciudades industriales del sur y este del país);
- Casi un establecimiento del ciento por ciento de su lengua materna;
- Estable conexión entre rusos y ucranianos con el «etnicismo madre», a pesar de que el 57 % de los nacidos aquí son residentes en Rusia;
- Un alto grado de integración en las ceremonias nacionales, en las costumbres y de lleno en la espiritualidad cultural rusa;
- Adherencia a una confesión religiosa – la ortodoxa;
- No aspiran al separatismo, confían en las verdaderas transformaciones democráticas, y
- Mantienen una original mentalidad y un específico carácter social.

Además, como piensa otro investigador del Instituto Nacional de Relaciones Ucraniano-Rusas, el doctor en filosofía Oleg Lanovenko, afirma que la construcción nacional de la identidad ucraniana genera comportamientos negativos hacia los ciudadanos rusoparlantes y sus necesidades lingüístico-culturales.

A la población rusoparlante de Ucrania, se percibe con frecuencia, por parte de sus oponentes lingüísticos, como una original quinta columna, preparada a contribuir en cualquier momento al restablecimiento de lo que existió a lo largo de más de trescientos años de imposición estatal...y esto... es causa de la ruptura, que a veces raya la confrontación y la animadversión por parte de los radicales. Se los insulta como «Moskal» (Москаль, habitante de Moscú)  (como atributo, aplicado no solamente a los étnicamente rusos, sino a toda la población rusoparlante de Ucrania.

El investigador francés Dominique Arel considera que hay una estructura bi-étnica muy fuerte en el sur y este de Ucrania. Esta no genera una nueva etnia, solo una identidad que incluye su inclusión en la etnia ucraniana y el uso de la lengua rusa, y en general también sentimientos de identidad con el mundo rusófono, que, sin embargo, no crece la aspiración de ser parte del estado ruso. Los ciudadanos rusos desean no ser «objeto de una renacionalización, pero la gente pide el derecho a que su propia versión de identidad ucraniana sea reconocida» y, en opinión del Dr. Arel, el reconocimiento de la lengua rusa como oficial o regional les daría una «simbólica confirmación de que ellos, en la política ucraniana tienen la misma consideración que los ciudadanos ucrainoparlantes del centro y oeste de Ucrania».
El historiador ruso Alex Miller opina que la identidad del Este ucraniano se llevó a cabo en unos términos muy distintos a los de la anexión de las tierras polacas occidentales de Ucrania: «Los sentimientos ideológicos de los ucranianos occidentales difieren sustancialmente de los ucranianos orientales. Tienen un odio a lo ruso en las escuelas, idioma que obviamente no enseñan, describiendo a Rusia y a lo ruso simplemente como los otros, pero nunca a sí mismos». En las escuelas se habla del «internacionalismo y la amistad de los pueblos», pero nada de los fundamentos nacionales. En estas condiciones se forma la identidad nacional ucraniana, no teniendo un duro componente étnico dominante como en su variante occidental. La imagen del pasado militar, repetidamente pulido por la propaganda soviética, aquí diferenciándose del otro – los ucranianos del este lucharon en el bando correcto junto a los rusos.
Al mismo tiempo, hay una opinión opuesta, que consiste en que la comunidad de lengua rusa en Ucrania no es monolítica. Esta opinión es confirmada, por ejemplo, en las encuestas entre los habitantes de Kiev, y que la conducta electoral es similar a las de otras regiones de Ucrania central, y en este planteamiento, posiblemente, difiere del sudeste de Ucrania. Por ello, las encuestas llevadas a cabo entre los habitantes de Kiev realizadas en el año 2001 por el Centro de «Iniciativa Pública», muestran que:

La categoría de los rusoparlantes de Kiev no es monolítica en cuanto a su actitud frente al Idioma ucraniano. Arbitrariamente se puede dividir en dos partes: una parte, del 30 %, principales oponentes de la ucranización, y otra parte, del 50-55 %, piensan y hablan en ruso, aunque tiene conductas positivas con respecto al renacimiento del Idioma ucraniano.

## Historia

### Periodo hasta el año 1654

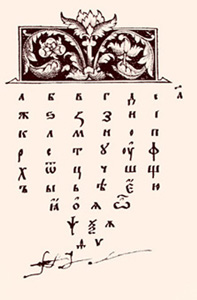
Ázbuka de Iván Fiódorov, el primer abecedario en antiguo eslavo eclesiástico («на старославянском языке»), publicado en el año 1574 en Leópolis.

El Idioma ruso (o gran ruso), como lengua independiente apareció en el siglo XIV, aunque la diferencia entre los adverbios de los antepasados de los Idioma ruso, Idioma ucraniano e idioma bielorruso empezaron a apuntarse ya en el siglo XII-XIII.
El primer territorio del mismo, en lo que ahora es Ucrania, formaba parte del Principado de Moscú alrededor del año 1500, en la región de Síverski (la parte norte de las actuales regiones del Óblast de Sumy y Óblast de Cherníhiv), con las ciudades de Sumy, Nóvgorod-Síverski y Chernígov y la futura Slobozhánschyna (parte oriental del actual Óblast de Sumy, la región de Járkov, norte de Lugansk y el Óblast de Donetsk). En el territorio de Síverski había una población autóctona de lengua rusa Goriuny, en el raión de Putyvl y Seriuki (en el raión de Hlújiv), con un habla en el que se conserva también los rasgos dialectales polésicos de los Idioma ucraniano e Idioma bielorruso. En los territorios adyacentes no asimilados, aparecen los portadores de los adverbios gran rusos. Después del acceso de estos territorios a la estructura del Principado de Moscú, en las poblaciones locales predominará la lengua oral y escrita rusa, sustituyendo al idioma bielorruso arcaico, aceptado en el Gran Ducado de Lituania, donde prevalece.
En el año 1599, por el decreto de Borís Godunov, sobre el río Oskol se inicia la construcción de una fortaleza, y la primera ciudad en la Slobozhánschyna ucraniana, Tsareborísov (ahora Chervony Oskol). Entre 1635 y 1658, se construyen nuevas ciudades conformando la Línea defensiva de Bélgorod o Zaséchnaya chertá de Bélgorod, en cuyo raión se incrementa la inmigración desde las áreas centrales del Zarato ruso, y se inicia la migración de ucranianos, huyendo de la República de las Dos Naciones.

### 1654—1800
Después del Tratado de Pereyáslav de 1654, y la decisión de Bohdán Jmelnytsky de «pasar bajo la mano del Zar de Moscú», comenzó la difusión de la lengua rusa en el Hetmanato. Sin embargo, como resultado de las largas guerras de Polonia con Rusia, en el año 1667, por el Tratado de Andrúsovo, se conserva solo parte del territorio que en 1654 controlaba Bohdán Jmelnytsky; Kiev y la margen izquierda (que en la actualidad son los Óblast de Cherníhiv y Óblast de Poltava, así como parte del Óblast de Sumy, la margen izquierda del Óblast de Kiev y del Óblast de Cherkasy).
La comunicación en la administración de estos territorios se realizaba en el Idioma polaco y el Idioma Belorruso Arcaico, en los servicios religiosos católicos, el Idioma latín, en los servicios religiosos ortodoxos el eslavo eclesiástico, en la comunicación oral de la población, los dialectos ucranianos. Después de la incorporación al Imperio ruso, el idioma polaco en la administración fue reemplazado por el ruso en los siglos XVII-XVIII, en las cartas penetraba el «Súrzhyk».
En el segundo Colegio de la Pequeña Rusia (bajo la dirección de  Piotr Rumyántsev-Zadunayskiç) se encargó de introducir el ruso como obligatorio en las escuelas, en lugar del Idioma ruso occidental.  La enseñanza de la lengua rusa se traslada a la Academia Kiev-Mohyla, la única institución de enseñanza superior en la Pequeña Rusia. El Monasterio de las Cuevas de Kiev en 1769 solicitó autorización para imprimir para la población de la Pequeña Rusia en el alfabeto ruso occidental, (la lengua escrita ucraniana aún no estaba establecida, por lo que el término «lengua ucraniana» no fue utilizada), siendo rechazado por el Santo Sínodo.
A fines del siglo XVIII, como resultado de las guerras con la República de las Dos Naciones, la estructura básica rusa incluyó gran parte del territorio étnico ucraniano (a excepción de la Galícia Oriental,Transcarpatia y el Norte de Bukovina), y como resultado de las guerras con el Imperio Otomano y su vasallo, el Kanato de Crimea, el norte de Crimea, las costas norte del Mar Negro y del Mar de Azov, en la que prácticamente no había población eslava.
En el último cuarto del siglo XVIII, con la incorporación de las costas del Mar Negro y las estepas de Donetsk al Imperio ruso, comienza un desarrollo espontáneo del estado y del campo con la llegada de eslavos desde el este, provenientes de las gubernias rusas y ucranianas,  fundándose la mayoría de las ciudades del sur y este de la Ucrania moderna: Zaporiyia en 1770, Dnipró en 1776, Jersón y Mariúpol en 1778, Sebastopol en 1783, Simferópol y Melitópol en 1784, Mykoláiv en 1789, Odesa en 1794, y Lugansk (establecimiento de las fábricas de Lugansk) en 1795.

### 1801—1917

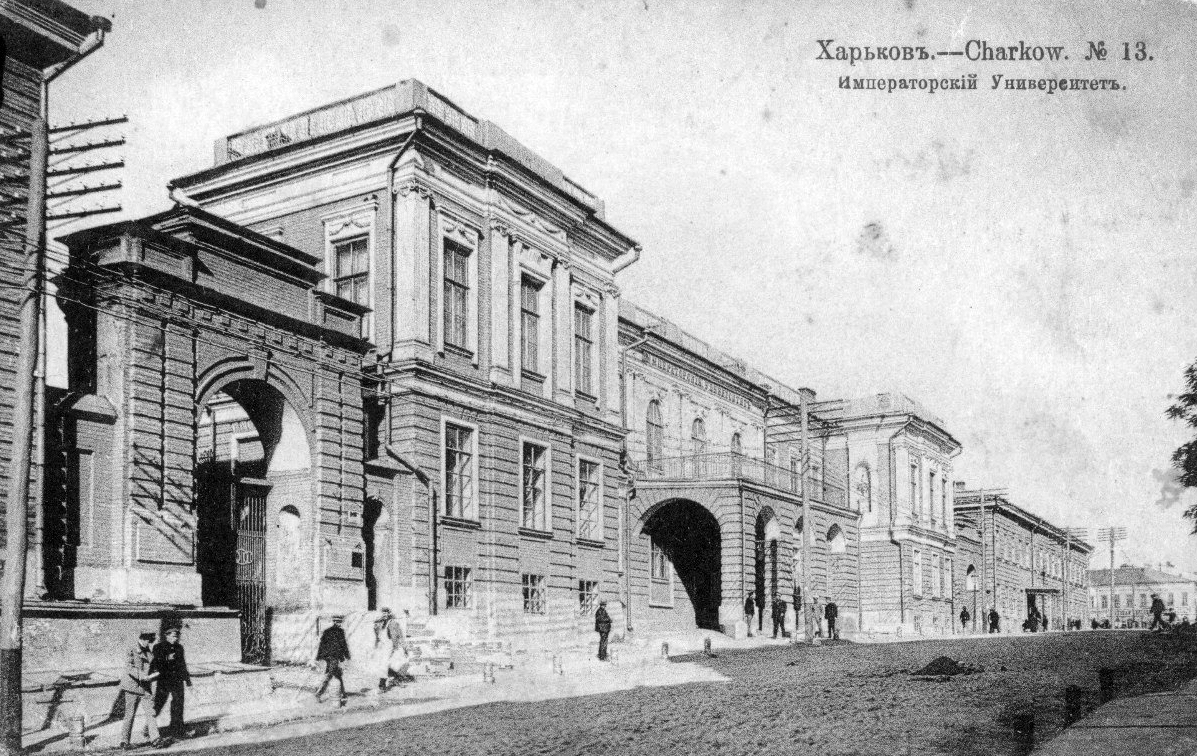
Universidad de Járkov, primera universidad rusa en Ucrania, establecida en 1804

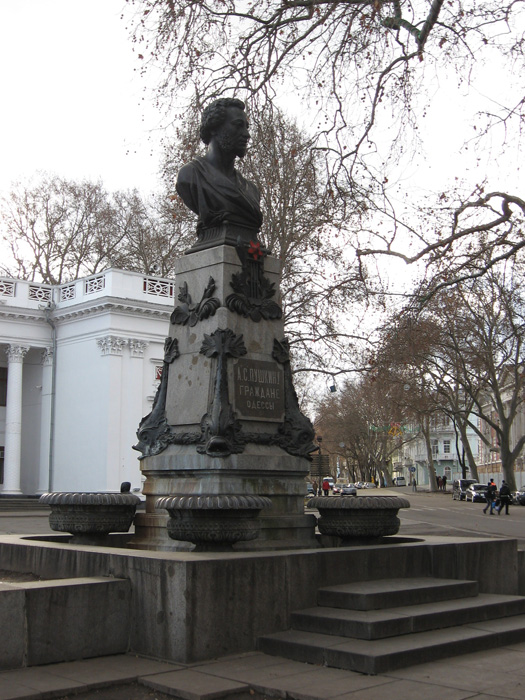
Monumento a Aleksandr Pushkin en Odesa, erigido por suscripción popular en 1888

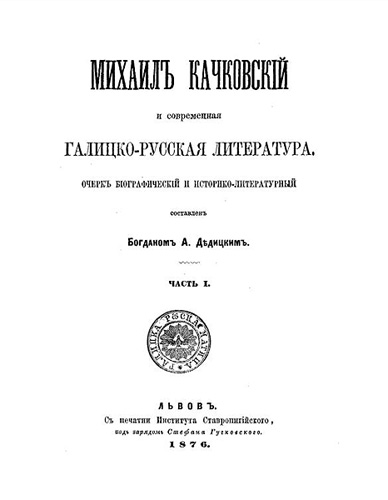
Investigación sobre la literatura rusa en Galitzia (Imperio austrohúngaro), publicado en Leópolis en 1876.

A finales del siglo XVIII, la lengua bielorrusa arcaica entra en desuso, mientras que por escrito se utilizaba el ruso (en la administración, la enseñanza, la ciencia, literatura y periodismo), el eslavo eclesiástico (entre la Iglesia ortodoxa, y parte de la nobleza central y de la pequeña Rusia), el polaco (entre los polacos) y el lituano (de la Iglesia católica). En el año 1798, se publica el primer libro en la nueva lengua ucraniana -Eneida («Энеида») de Iván Kotlyarevsky (Иван Котляревский)- escrito en el dialecto de Poltava, y en las primeras décadas del siglo XIX, aparece más configurado el idioma ucraniano, originado en la lengua popular. A pesar de ello, los ucranianos utilizan igual que antes la lengua rusa en artículos científicos, correspondencia privada, diarios personales y en la vida diaria. Incluso en la comunicación familiar de los representantes de la intelligentsia ucraniana no siempre se utilizaba el ucraniano; se sabe que a principios del siglo XX en Kiev, en idioma ucraniano solo se comunicaban ocho familias de la intelligentsia. En Ucrania occidental, que en esa época estaba bajo el Imperio Austrohúngaro, el ruso culto era utilizado como lengua escrita por los miembros del movimiento panruso en Galitzia (se inicia el año 1849, con el escritor en ruso Denís Zubritskiy (Денис Зубрицкий) que se considera el primer escritor ruso-galitziano de la historia) y en Zakarpatia (el intelectual ruteno Aleksandr Dujnóvich (Александр Духнович). Los ucranianófilos de entonces dividían los movimientos, incluso desde el punto de vista oficial, que la lengua literaria rusa era «panrusa», y la lengua «racial», generalmente para la Pequeña Rusia y la gran Rusia.
El Ministro del Interior del Imperio ruso Piotr Valúev dirigió en 1863 una Circular, que se conoce con el nombre de Circular de Valúev, a todos los Comités de Censura, como reacción a la Insurrección Polaca del mismo año, que prohibía la publicación de literatura religiosa, divulgación científica o libros de texto en la lengua ucraniana o «pequeñorrusa», excepto la literatura o los artículos científicos. En dicha Circular se afirmaba que la lengua ucraniana «nunca existió, no existe y no puede existir». La circular aminora su fuerza con la promulgación en el año 1865 de la «Ley de Prensa» que, en realidad, trataba de la censura previa y no de las publicaciones en idioma ucraniano.
Mientras en el Imperio Austrohúngaro era aplastado el movimiento rusófilo, en 1876 el Zar Alejandro II de Rusia firma el Ukaz de Ems-que amplía las medidas de la Circular de Valúev- por el que se prohíbe el uso de la lengua ucraniana en la prensa escrita, notaciones musicales de canciones populares, representaciones teatrales y conciertos, la enseñanza del ucraniano en la escuela primaria, la publicación de libros en el idioma ucraniano, así como importación dentro de las fronteras del Imperio ruso, y sin un permiso especial, tanto de libros como folletos, editados en el extranjero, en la lengua pequeñorusa, y con la exigencia que en las obras literarias cultas, no figure desviación alguna de la ortografía rusa de uso general.
En Járkov en el año 1811, (otras fuentes dicen que el año 1812) sale publicado el periódico «Ezhenedélnik» (Еженедельник), el primero en Járkov y en Ucrania, en 1816 la primera revista, y en Odesa en el año 1830 fue abierta la primera biblioteca pública  (la segunda del Imperio ruso).
En el siglo XIX, fueron fundadas las primeras universidades en la «Pequeña Rusia» (Malorossia) y en la «Nueva Rusia» (Novorossia), siendo las lecciones en ruso: la Universidad de Járkov (1804-1805), la Universidad de San Vladímir (Kiev, 1833), la Universidad de «Nuevarrusia» (Odesa, 1865. El idioma escrito era el ruso, así como el idioma hablado de los grandes científicos de Ucrania en ese tiempo, como el primer Premio Nobel nacido en Ucrania, Iliá Méchnikov (Илья Мечников), los cirujanos Nikolái Pirogov (Николай Пирогов) y Vladímir Filátov (Владимир Филатов), el geólogo Nikolái Andrúsov (Николай Андрусов), el médico Nikolái Strazhesko (Николай Стражеско) y muchos otros.
De esa época también son los grandes escritores en lengua rusa nacidos en Ucrania, como Nikolái Gógol (Николай Гоголь), Mijaíl Bulgákov (Михаил Булгаков), Vladímir Korolenko (Владимир Короленко), la poeta Anna Ajmátova (Анна Ахматова), los filósofos Vladímir Dal (Владимир Даль) y Aleksandr Potebnyá (Александр Потебня).
A principio del siglo XX, el ruso componía el grupo étnico más grande en las siguientes ciudades grandes y medianas: Kiev (54.2 %), Járkov (63.1 %), Odesa (49.09 %), Mykoláiv (66.33 %), Mariúpol (63.22 %), Lugansk (68.16 %), Berdyansk (66.05 %), Jersón (47.21 %), Melitópol (42.8 %), Ekaterinoslav (41.78 %), Elisavetgrado (34.64 %), Pavlogrado (34.36 %), Simferópol (45.64 %), Feodosia (46.84 %), Yalta (66.17 %), Kerch (57.8 %), Sebastopol (63.46 %).
El gobierno, creado poco tiempo después de la Revolución de Febrero, de la República Popular de Ucrania en el verano de 1917, introdujo el estudio obligatorio de la lengua rusa junto con la lengua ucraniana en la enseñanza desde el segundo año.

## Periodo soviético

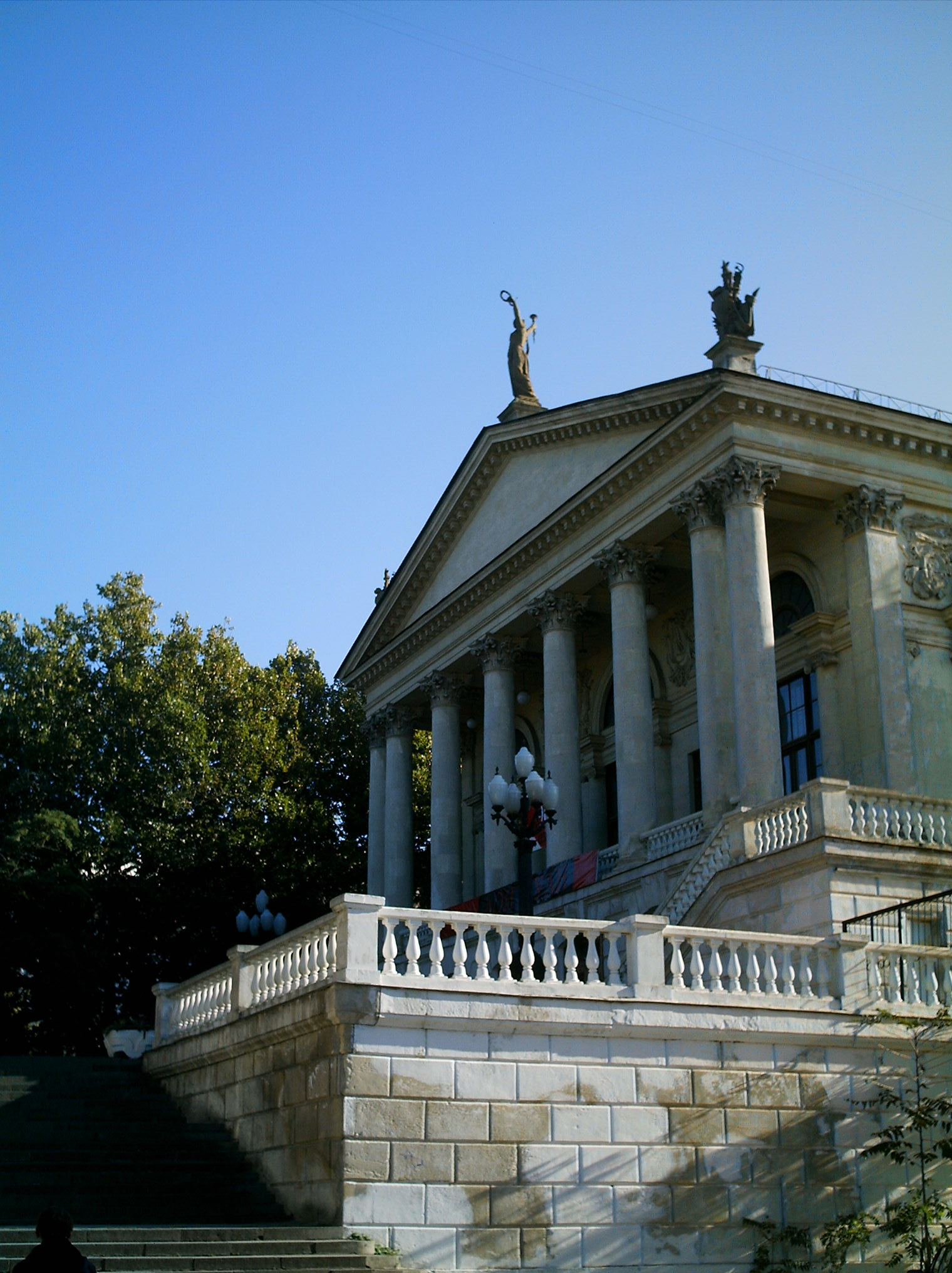
Teatro dramático ruso A. Lunacharski (Sebastopol), construido entre 1954—1956

Incluso antes de la toma del poder, y durante la lucha contra el régimen zarista del Imperio ruso, los bolcheviques defendían el principio de igualdad y el libre desarrollo de todas las minorías nacionales de Rusia. Además, en contraposición a los liberales, los marxistas rusos se oponían a la lengua oficial obligatoria. Así V. I. Lenin escribía sobre este particular en 1914:

¿Qué significa la lengua oficial obligatoria? Esto significa en la práctica que la lengua de la Gran Rusia perteneciente a la minoría de la población de Rusia sea impuesta a toda la población restante de Rusia. En cada escuela, la enseñanza de la lengua oficial sería obligatoria. Todos los trabajos de oficina oficiales utilizarían obligatoriamente la lengua oficial, en vez de la lengua de la población local … deseamos que cada habitante de Rusia tenga la posibilidad de aprender una lengua gran rusa. No queremos solamente una: elemento de obligatoriedad. No queremos hacer entrar en el paraíso del garrote. Pues, no dirían ni cuanto frases hermosas sobre la «cultura», la lengua oficial obligatoria está ligada a la coacción, a la imposición. Pensamos que una gran y potente lengua rusa no tiene la necesidad de hacer que deba estudiarse bajo presión.

Siguiendo los preceptos de Lenin, formalmente en la URSS la lengua oficial no fue establecida hasta el año 1990
Justo después de la Revolución de Octubre de 1917, en el Segundo Congreso de los Soviets, se promulga la Declaración de los derechos de los Pueblos de Rusia, en la que se establece la anulación de todos y cada uno de los privilegios nacionales y nacional-religiosos, y las restricciones y el libre desarrollo de las minorías nacionales y los grupos étnicos que pueblan el territorio de Rusia.
En la década de 1920, la URSS inicia la campaña política denominada «korenización», que es la sustitución de la lengua rusa por las lenguas nacionales locales en el ámbito de la administración, la enseñanza y la cultura. En la República Socialista Soviética de Ucrania esta campaña es conocida como la ucranianización.
La ucranianización se aplicó a todos los ámbitos de la vida pública, en particular al trabajo cotidiano de la administración, prensa, ciencia y enseñanza. Todos los obreros y empleados de empresas y establecimientos en general, fueron obligados a aprender el ucraniano bajo la amenaza de despido de su puesto de trabajo. Así por ejemplo, en julio de 1930, siendo el líder I. Stalin, el consejo de gobierno toma la decisión de procesar criminalmente a los dirigentes de las organizaciones que tienen reacción formal contra la ucranianización y que no facilitan los medios para ucranizar a los subordinados que dificulten la legislación vigente en el tema de la ucranianización.
Aunque la decisión del Comité Central del Partido Comunista de Ucrania, de 19 de abril de 1927 decide reconocer el especial significado de la lengua rusa, en el año 1930 en Ucrania quedan únicamente solo 3 periódicos en lengua rusa: en Odesa, Donetsk y Mariúpol. Además, en la tirada total de los periódicos en toda Ucrania, los de lengua rusa representaban el 31.8 %. En Odesa y Mariúpol fueron ucranizadas todas las escuelas secundarias.
Esta política tenía un amplio apoyo, y encontraba reticencias de parte de los obreros, ciudadanos y la administración. El investigador de los emigrados ucranianos  Yuri Shvel afirma que: La ucranización se apoyaba, en realidad, únicamente en la intelectualidad ucraniana de orientación comunista, la clase dirigente de la sociedad. Los obreros y la clase media fueron indiferentes en el mejor de los casos. No se ha conservado noticia alguna de ningún entusiasmo en el campesinado.
En el año 1938, la lengua rusa fue introducida como asignatura obligatoria en las escuelas, y en Kiev iniciaba su publicación el primer periódico de toda Ucrania en lengua rusa Pravda de Ucrania («Правда Украины»).
La posterior difusión de la lengua rusa en Ucrania está ligada no solo a la política de rusificación, sino también a lo largo del siglo XX a los procesos de industrialización y la urbanización de la vida ucraniana, el aumento -en cuanto a frecuencia y profundidad- de las relaciones interétnicas entre rusos y ucranianos, especialmente, en los ambientes culturales y del lenguaje popular. El 87 % de los habitantes de las ciudades de Ucrania usaban el ruso, donde eran especialmente intensos los contactos interétnicos. Basados en el censo de 1989, sobre el 20 % de las familias de Ucrania se originan en matrimonios mixtos, principalmente ucraniano-rusos. La encuesta de la población rusa de Ucrania, de agosto de 1991, muestra que en el este de Ucrania el 73 % tenía parientes ucranianos, el 62 % en la región central y sur, el 53 % en Crimea, el 45 % en Bukovina y el 45 % en Galitzia.
Hay diferentes evaluaciones sobre la situación de la lengua en Ucrania al final del periodo soviético. Así la enciclopedia Krugosvet (Кругосвет) define la situación de los idiomas en los últimos años de la República Socialista Soviética de Ucrania como de equilibrio relativamente dinámico entre el Idioma ruso y el Idioma ucraniano. Al mismo tiempo, los lingüistas ucranianos definen la situación de la lengua en Ucrania en el momento de la disolución de la URSS como anormal, sobre la base de que los ucrainoparlantes y rusoparlantes no se correspondían con la correlación básica entre étnicamente ucranianos y rusos. En el año 1989, recibían educación escolar en ruso y ucraniano a partes iguales, en la ciencia y formación superior se utilizaban ambos idiomas, en las ciencias naturales y técnicas principalmente en ruso, mientras que en humanidades, principalmente en ucraniano. Se escribían casi exclusivamente en ruso los grandes trabajos científicos en Ucrania, como el fundador de la Academia de Ciencias de Ucrania, Vladímir Vernadski, el constructor de cohetes Serguéi Koroliov y Mijaíl Yánguel, el informático Víctor Glushkov, el constructor de aviones Oleg Antónov, el patólogo Aleksandr Bogomolets, el matemático y físico Nikolái Bogoliúbov, el rector de la Universidad Estatal de Moscú (MGU - МГУ) Víktor Sadovnichi y muchos otros.
En Ucrania nacieron los escritores rusos Víktor Nekrásov, Mijaíl Zhvanetski, el poeta Arseni Tarkovski, los directores de cine Grigori Chujrái, Grigori Kózintsev, Leonid Trauberg y muchos actores, entre ellos Serguéi Bondarchuk, Liudmila Gúrchenko, Vasili Lanovói, Serguéi Garmash, Gosha Kutsenko, etc. Entre los grandes directores del cine ruso en el estudio cinematográfico soviético de la República Socialista Soviética de Ucrania en Odesa, llamado Dovzhenko, destacan Román Balayán y Kira Mirátova. Entre las películas rodadas en Ucrania en lengua rusa están: «La primavera en la calle Zaréchnaya» (Весна на Заречной улице), «La reina del surtidor de gasolina» ( Королева бензоколонки), «Imposible cambiar el lugar de encuentro» (Место встречи изменить нельзя), «D'Artagnan y los tres mosqueteros» (Д`Артаньян и три мушкетера), «Aventuras electrónicas» (Приключения Электроника), Gitano (Цыган), entre muchas otras

## Los rasgos de la lengua rusa en Ucrania

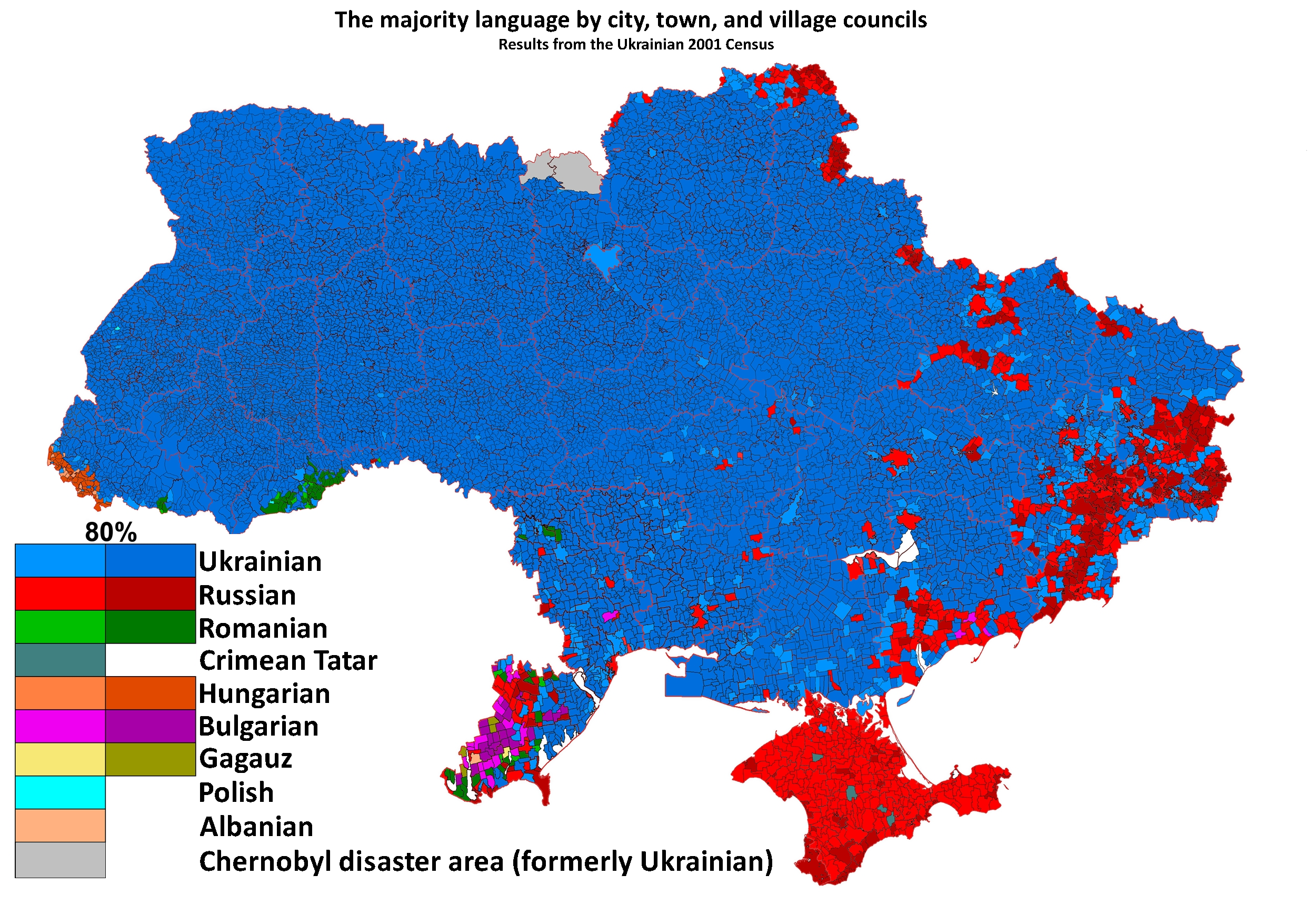
Mapa lingüístico de Ucrania a nivel municipal, en Crimea y municipios del este el predominio del ruso (en color rojo) es evidente.

En Ucrania se utiliza la lengua estándar rusa. Históricamente, las poblaciones del Sur y del Este de Ucrania son bilíngües, es decir, la población entendía igualmente el ruso que el ucraniano, ocurriendo préstamos lingüísticos entre una y otra lengua de manera imperceptible, no percibiéndose como una lengua extranjera.
La característica básica de la lengua rusa en Ucrania es el empleo, en los medios de comunicación, del léxico ucranizado, así como su sintaxis, los antecedentes ucranianos e, incluso, los nombres de las empresas escritas en ucraniano. Así mismo, emplean ucranismos algunos escritores rusos residentes en Ucrania. En opinión de ciertos estudiosos, en las traducciones al ruso de actas legislativas ucranianas, se suelen incluir ucranismos como, por ejemplo, la traducción de «alcalde» como «Cabeza de la ciudad» (городской голова – gorodskói golová) o como «Jefe de la Ciudad» (градоначальник - gradonachálnik), en vez de «Mer» (мэр), que es en sí un galicismo («maire») empleado en Rusia para referirse al alcalde.
Para el ruso medio, Ucrania tiene la característica fonética de sustitución del sonido literario explosivo de la [g] en un sonido fricativo no ruso [γ], pudiendo encontrarse la sustitución el sonido suave  [ч] por uno ucraniano duro, y la pronunciación del pronombre Chto (que - «что») como Shcho («шо»).
Ciertas desviaciones muy extendidas en las normas de la lengua rusa, tienen una historia bastante antigua. El periódico Kíevsky Telegraf («Киевский телеграф») en el año 1854 destacaba como rasgos de los kievitas: «sudoyu» (сюдою) y «tudoyo» (тудою) en vez de «étim putiom» («этим путём» - este camino) o «tem putiom»  («тем путём» - aquel camino), usan el «reírse con», en vez del «reírse sobre» (смеяться с - «смеяться над») o «do domu» (до дому – a casa) en vez de «domói» («домой» - a casa). El compilador de la guía de Kiev S. Bogulavsky ( С.Богуславский  ), en 1904 llevaba tales ejemplos de infracción de las normas gramáticas como usar el caso genitivo en vez del acusativo, como el caso del verbo «aburrirse» (скучать). Otro de los errores verbales extendidos es el uso del занять (ocupar) para prestar,  en vez del «одолжить» (prestar), uso asimismo muy frecuente en la propia Rusia, etc.

### El uso escrito de «v Ukraíne» (в Украине) y «na Ukraíne» (на Украине)

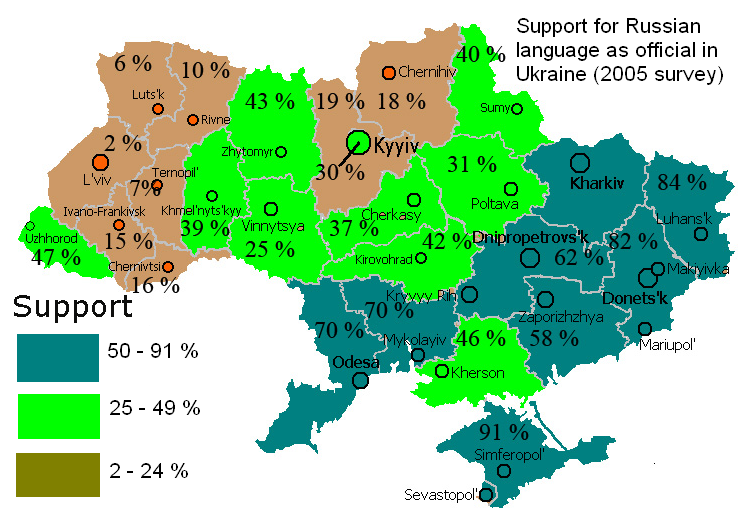
Tasa de apoyo al establecimiento del idioma ruso como la lengua oficial en regiones de Ucrania (según sondeo de la opinión pública de 2005)

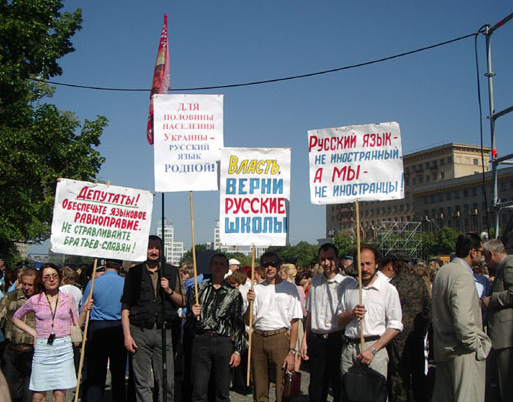
Ciudadanos de Járkov apoyan al Consejo Municipal, que declaró el idioma ruso como lengua oficial a nivel local, 2006

Aunque el idioma ruso no es el idioma oficial, el 48-52 % de los ciudadanos de Ucrania creía, en 2005, que debería serlo.
En 2006, en Járkov, el consejo municipal fue el primero en declarar el idioma ruso como lengua oficial en el nivel local. Después, casi todos los consejos regionales del Sur y Este (Óblast de Lugansk, Óblast de Donetsk, Óblast de Mykoláiv, Óblast de Járkov, Óblast de Zaporiyia, y Óblast de Jersón) han incorporado la misma declaración, así como los consejos municipales de las ciudades grandes de (Sebastopol, Dnipró, Donetsk, Yalta, Lugansk, Zaporiyia, Krivói Rog, Odesa). A pesar de las presiones del presidente Víktor Yúshchenko, solo algunos tribunales han revocado las decisiones de los consejos locales.
Según el sondeo del «Research and Branding Group» (junio, 2006), la mayoría de los ucranianos han aplaudido la decisión de los consejos locales que han declarado el idioma ruso como oficial en el nivel local. El 52 % de población (incluido el 69 % de población del Oriente y el 56 % de Sur) está a favor y el 34 % en contra, mientras el 9 % «la apoya o la rechaza parcialmente» y el 5 % no opina.

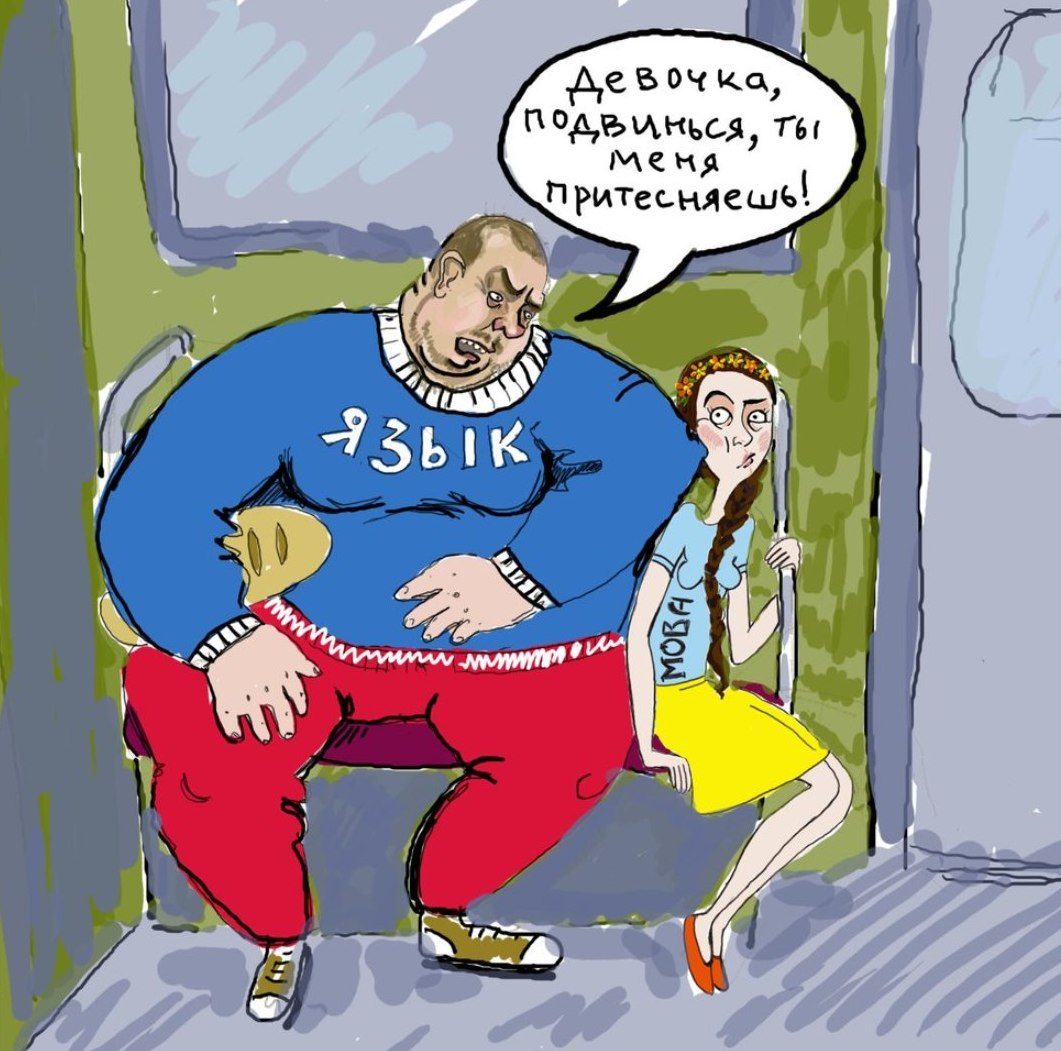
La caricatura de Vídsich representa al rusohablante increpando a la joven ucrainófona por discriminarlo.

## Cambio de estatus desde 2012
En julio de 2012, la aprobación de una ley que reconoce al idioma ruso como lengua regional (incluso en zonas donde lo habla solo el 10 % de la población) provocó extendidas protestas en varias partes del país. Además de manifestaciones callejeras, algunos órganos oficiales, como la Asamblea local del óblast de Leópolis se pronunciaron contra la norma. Como consecuencia de la aprobación de la ley, el vicepresidente de la Rada Suprema, Nikolái Tomenko (del partido de Yulia Timoshenko) renunció a su cargo.
La Ley de Ucrania "Sobre la Protección del Funcionamiento del Idioma Ucraniano como Idioma Estatal", aprobada el 25 de abril de 2019, prioriza el idioma ucraniano en más de 30 ámbitos de la vida pública, en particular en la administración pública, los medios de comunicación, la educación, la ciencia, la cultura, la publicidad y los servicios. Sin embargo, no regula la comunicación privada ni prohíbe el uso del idioma ruso en el país, contrariamente a lo que afirman algunas aserciones en Internet promovidas por Rusia. El ruso sigue siendo un idioma ampliamente utilizado en Ucrania en la cultura popular y en la comunicación informal y empresarial.